# Helmut Seiffert
Helmut Seiffert (* 27. April 1927 in Hameln; † 5. November 2000 in Erlangen) war ein deutscher Philosoph und wissenschaftlicher Autor.

## Leben
Seiffert studierte in Göttingen verschiedene geisteswissenschaftliche Fächer, unter anderem Germanistik. Anschließend war er in der Wirtschaft tätig, befasste sich in dieser Zeit aber auch mit Wirtschaftswissenschaften und Soziologie. Ab 1965 beschäftigte er sich in Erlangen mit Logik und mathematischer Grundlagenforschung. Später wurde er zum Honorarprofessor der Universität Kassel berufen.
Er ist Verfasser mehrerer Grundlagenwerke zur Wissenschaftstheorie und zur Hermeneutik. Seine 1969 erstmals publizierte Einführung in die Wissenschaftstheorie erfuhr zahlreiche Neuauflagen.

## Monographien
- Marxismus und bürgerliche Wissenschaft. München: C.H.Beck, 1971, ISBN 3-406-02475-0
- Einführung in die Logik. Logische Propädeutik und formale Logik: C.H.Beck, 1973, ISBN 3-406-03578-7
- Sprache heute. Eine Einführung in die Linguistik. München: C.H. Beck 1977, ISBN 3-406-04949-4
- Einführung in die Mathematik. Zahlen und Mengen, 1978
- Handlexikon der Wissenschaftstheorie. Hrsg. v. Helmut Seiffert u. Gerard Radnitzky. München: dtv 2. Aufl. 1994, ISBN 978-3-423-04586-5
- Einführung in die Hermeneutik. Stuttgart: UTB 1992, ISBN 978-3-8252-1666-5
- Einführung in die Wissenschaftstheorie. 4 Bände:
  - Bd. 1: Sprachanalyse, Deduktion, Induktion in Natur- und Sozialwissenschaften. München: C.H. Beck 13. Aufl. 2003, ISBN 978-3-406-51063-2
  - Bd. 2: Phänomenologie, Hermeneutik und Historische Methode, Dialektik. München: C.H. Beck, 1970; 11. Aufl. 2006, ISBN 978-3-406-54135-3
  - Bd. 3: Handlungstheorie, Modallogik, Ethik, Systemtheorie. München: C.H. Beck 3. Aufl. 2002, ISBN 978-3-406-36450-1
  - Bd. 4: Wörterbuch der wissenschaftstheoretischen Terminologie. München: C.H. Beck 1997, ISBN 978-3-406-42200-3
- "Auch ein Mord ist ein Stück Leben". Das kleine Buch der Sprachunfälle, München: C.H. Beck 2000, ISBN 3-406-45933-1